# Pseudagrion crocops
Pseudagrion crocops là một loài chuồn chuồn kim trong họ Coenagrionidae.
Pseudagrion crocops được Selys miêu tả khoa học năm 1876.